# Ethan Bartlow
Ethan Bartlow (Woodinville, 2 febbraio 2000) è un calciatore statunitense, difensore dello Houston Dynamo.

## Carriera

### Club
Bartlow si è iscritto all'Università del Washington nel 2018 dove ha giocato con la selezione calcistica locale, i Washington Huskies. Nel 2019 ha giocato anche alcune partite con i Crossfire Redmond in NPSL.
Il 19 gennaio 2021 ha firmato un contratto con Generation Adidas e successivamente è stato selezionato dallo Houston Dynamo nel SuperDraft del 2021. Il 26 marzo 2022 ha debuttato con la seconda squadra in MLS Next Pro nell'incontro vinto per 1-0 contro i Vancouver Whitecaps II ed il 4 aprile ha esordito anche in prima squadra, nel match di MLS vinto per 3-1 contro l'Inter Miami.

### Nazionale
Ha giocato nella nazionale statunitense Under-17.

## Statistiche

### Presenze e reti nei club
Statistiche aggiornate al 24 dicembre 2023.
| Stagione        | Squadra          | Campionato      | Campionato | Campionato | Coppe nazionali | Coppe nazionali | Coppe nazionali | Coppe continentali | Coppe continentali | Coppe continentali | Altre coppe | Altre coppe | Altre coppe | Totale | Totale | Totale |
| Stagione        | Squadra          | Comp            | Pres       | Reti       | Comp            | Pres            | Reti            | Comp               | Pres               | Reti               | Comp        | Pres        | Reti        | Pres   | Reti   |        |
| --------------- | ---------------- | --------------- | ---------- | ---------- | --------------- | --------------- | --------------- | ------------------ | ------------------ | ------------------ | ----------- | ----------- | ----------- | ------ | ------ | ------ |
| 2022            | Houston Dynamo 2 | MNP             | 3          | 0          |                 | -               | -               |                    | -                  | -                  |             | -           | -           | 3      | 0      |        |
| 2022            | Houston Dynamo   | MLS             | 15         | 0          | USCup           | 2               | 0               |                    | -                  | -                  |             | -           | -           | 17     | 0      |        |
| 2023            | Houston Dynamo   | MLS             | 27         | 0          | USCup           | 5               | 0               |                    | -                  | -                  | LC          | 0           | 0           | 32     | 0      |        |
| Totale carriera | Totale carriera  | Totale carriera | 45         | 0          |                 | 7               | 0               |                    | -                  | -                  |             | 0           | 0           | 52     | 0      |        |

## Palmarès

### Club

#### Competizioni nazionali
- Lamar Hunt U.S. Open Cup: 1

Houston Dynamo: 2023